# Amore amorissimo
Amore amorissimo è un singolo di Elio e le Storie Tese pubblicato il 28 giugno 2013, tratto dall'Album biango.

## Tracce
1. Amore amorissimo – 3:56

## Formazione
- Testo: Rocco Tanica
- Elio: voce
- Curt Cress: batteria
- Demo Morselli: arrangiamento fiati, tromba
- Ambrogio Frigerio: trombone

## Video
Nel video ufficiale del singolo il protagonista della canzone è interpretato dal pescatore Francesco.

## Contenuto e accoglienza
Tra i vari artisti citati più o meno esplicitamente nel brano possono essere ricordati Rita Pavone, Miguel Bosé, Julio Iglesias e Domenico Modugno, quest'ultimo in particolare per La lontananza. Amore amorissimo ebbe un buon successo.
La canzone viene originariamente scritta da Rocco Tanica per la trasmissione televisiva Il più grande spettacolo dopo il weekend del 2011 e cantata in diretta da Fiorello che la annuncia come canzone inedita e mai incisa da Domenico Modugno. Lo stesso Fiorello appare scherzosamente nel disco con una voce registra in cui minaccia di denunciare il gruppo perché a suo dire "la canzone è di chi la canta, non di chi la scrive".